# TV Magazine
TV Magazine é uma revista francesa sobre programação televisivos, com periodicidade semanal, publicada pelo grupo Le Figaro.

## Circulação
No ano de 2006 teve uma circulação média de 5 329 711,sofrendo um ligeiro declíno em relação a 2002 (5 677 411).

## Outras edições
Embora essa revista seja francesa, além de publicada no idioma francês, é também publicada no idioma inglês.